# Federico Colonna
Pour les articles homonymes, voir Colonna et Colonne.
Federico Colonna (né le 17 août 1972 à Fucecchio, dans la province de Florence en Toscane) est un ancien coureur cycliste italien des années 1990. 

## Biographie
Professionnel de 1994 à 2001, Federico Colonna a remporté 15 courses durant sa carrière dont la Clásica de Alcobendas en 1995.
Ses fils Niko et Yuri sont également coureurs cyclistes.

## Palmarès

### Palmarès amateur
- 1992
  -  Champion d'Italie amateurs 2e catégorie
  - Gran Premio Calzifici e Calzaturifici Stabbiesi
  - Trophée Albergo Gemmi
  - 2e du Circuito del Porto-Trofeo Arvedi
- 1993
  - Circuito del Porto-Trofeo Arvedi
  - Prologue du Baby Giro
  - Circuit de Cesa

### Palmarès professionnel
- 1994
  - 4e étape du Tour de Murcie
  - 2e étape du Tour de Castille-et-León
  - 3e étape du Herald Sun Tour
- 1995
  - 2e étape des Quatre Jours de Dunkerque
  - Clásica de Alcobendas
  - 2e, 4e et 5e étapes du Tour de Castille-et-León
- 1996
  - Trofeo Manacor
  - 2e étape du Circuit de la Sarthe
  - 8e étape du Tour DuPont
  - 1re étape du Tour des Pays-Bas
  - 2e étape du Tour de Pologne
  - 3e du Trofeo Alcudia
  - 3e de Paris-Camembert
- 1997
  - Grand Prix de la ville de Rio Saliceto et Correggio
- 1998
  - 3e et 5e étapes du Tour de la Communauté valencienne
  - Grand Prix de la ville de Rio Saliceto et Correggio
- 2001
  - 12e étape du Tour de Langkawi

## Résultats sur les grands tours

### Tour d'Italie
1 participation
- 1998 : hors délais (17e étape)

### Tour d'Espagne
2 participations
- 1997 : abandon (7e étape)
- 2000 : 121e